# Elisabet av Sicilien
Elisabet av Sicilien, född 1261, död 1303, var en ungersk drottning, gift 1269 med kung László IV av Ungern. 
Elisabet var åtta och László var sju å gammal då de gifte sig. Äktenskapet var barnlöst. László föredrog att leva med sin mors icke kristna folk, kumanerna, och ignorerade Elisabet. László klädde sig som en kuman, umgicks med kumaner och vägrade låta kumanerna lämna Ungern. År 1286 sattes Elisabet i arrest på Margaretaön i Budapest för att göra det möjligt för László att leva öppet med sin kumanska kärlekspartner. 1289 försonades László med Elisabet och lät henne återvände till hovet, men han återvände snart till kumanerna. Då maken dog året därpå efterträddes han av sin kusin Andreas. Elisabet reste till en början tillbaka till Neapel, men återvände snart till Ungern. År 1294 gav drottning Fennena henne till inkomsten från donationerna till kyrkan i Veszprém. Hon bosatte sig slutligen i Neapel 1301, där hon blev nunna i klostret San Pietro a Castello.